# Kaiserliche Werft Kiel

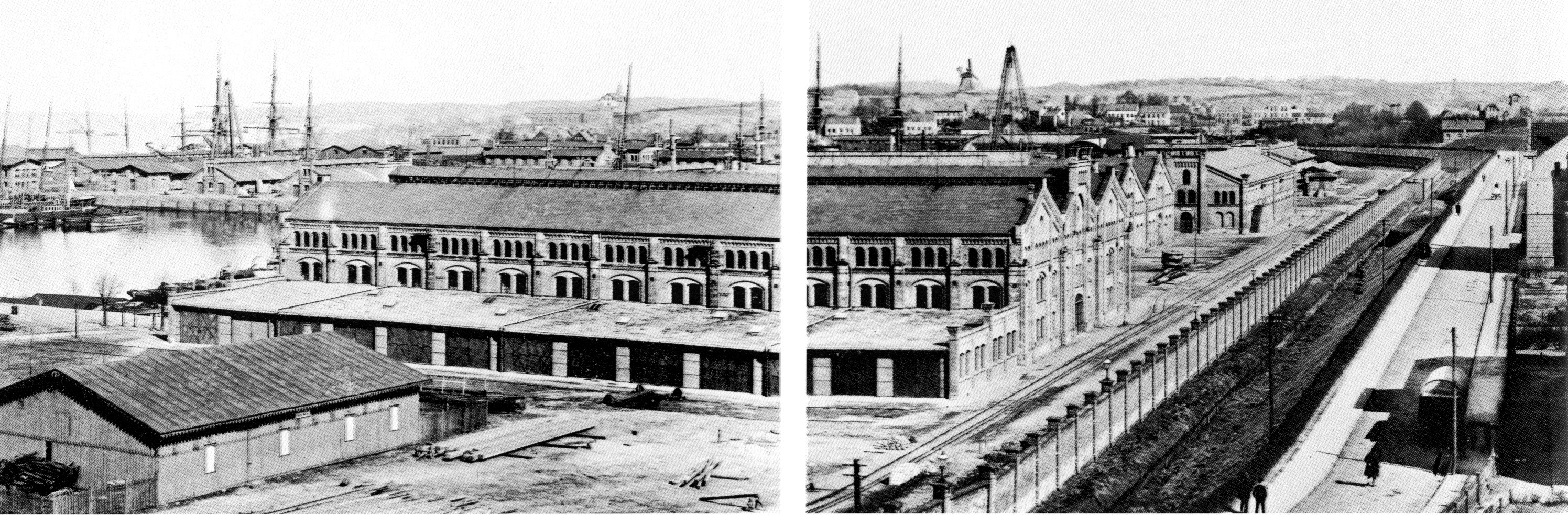
En bild på det Kejserliga varvet Kiel 1893.

Kaiserliche Werft Kiel (Kejserliga varvet Kiel) i Kiel grundades som Königliche Werft Kiel och var tillsammans med  Kaiserliche Werft Danzig und der Kaiserliche Werft Wilhelmshaven ett av tre kejserliga varv som tillverkade krigsskepp för den preussiska marinen och senare kejserliga marinen. Varvets verksamhet startade 1867 då Kiel förklarades som en krigshamn av Nordtyska förbundet. Man övertog varvsområden som Howaldt tidigare använt varpå Königliche Werft Kiel skapades. När Tyskland enades till ett kejsarrike 1871 antogs namnet Kaiserliche Werft Kiel.
Kaiserliche Werft Kiel upphörde att existera 1920 och varvet blev en del av Deutsche Werke.